# Јутика (Минесота)
Јутика (енгл. Utica) град је у америчкој савезној држави Минесота.

## Демографија
По попису из 2010. године број становника је 291, што је 61 (26,5%) становника више него 2000. године.
| Група             | 2000.       | 2010.       |
| Белци             | 209 (90,9%) | 269 (92,4%) |
| Афроамериканци    | 0 (0,0%)    | 0 (0,0%)    |
| Азијати           | 2 (0,9%)    | 0 (0,0%)    |
| Хиспаноамериканци | 18 (7,8%)   | 10 (3,4%)   |
| Укупно            | 230         | 291         |